# Mahmud Abbas
Mahmud Abbās - în arabă: مَحْمُود عَبَّاس, numit și Abu Mazen أَبُو مَازِن, „Tatăl lui Mazen”, după numele primului născut, (n. 15 noiembrie 1935, Safed, Palestina sub mandat britanic) este un politician palestinian. La 9 ianuarie 2005 a fost ales președinte al Autorității Naționale Palestiniene, funcție rămasă vacantă după moartea liderului palestinian Yasser Arafat. Abbās este primul și unicul președinte palestinian numit pe baza unui succes în alegeri.

## Biografie
S-a născut în Palestina sub mandat britanic, la Safad (în ebraică Țfat) în regiunea Galileea, azi în Statul Israel. În Războiul arabo-israelian din 1948-1949 familia sa s-a refugiat în Siria, la Damasc, unde Abbas a lucrat în învățamant și a studiat la Universitatea din Damasc literatura engleză, arabă și dreptul. În a doua jumătate a anilor 1950 a emigrat în emiratul arab Qatar, care i-a conferit cetățenia, la care a renunțat ulterior și, din anul 1957 a lucrat la Ministerul culturii și învățământului din această țară. În acea perioadă a vizitat în câteva rânduri Cisiordania și Fâșia Gaza pentru a recruta cadre didactice palestiniene interesate de a lucra în Qatar.
În anii 1980 a plecat la Moscova, la Universitatea Patrice Lumumba „A prieteniei între popoare”, unde a obținut la Institutul de Studii Orientale a Academiei Sovietice de Științe doctoratul  în istorie, cu teza în limba rusă „Conexiuni între sionism și nazism 1933-1945”, subiect care corespundea propagandei palestiniene anti-israeliene și liniei oficiale antisioniste a regimului sovietic. În limba arabă cartea scrisă de Abbas pe baza acestei disertații s-a intitulat „Cea de-a doua față: Relația secretă dintre sionism și nazism”. În afară de teoriile conform cărora naziștii și evreii au lucrat mână în mână, mimănd un Holocaust care factic, nu a existat, în prefața din 1984 a ediției arabe a acestei lucrări, el a pus la îndoială numărul de aproximativ șase milioane de evrei care „ar fi pierit în Holocaust”, apreciind că ar fi fost vorba de sub un milion de vieți. În cartea sa, el prezentat un acord din anii 1930 de transferare de bunuri evreiesti dintre regimul nazist si Agentia Evreiasca, precum și cooperarea Judenraturilor create de naziști în ghetourile evreiești din vremea Holocaustului ca argumente pentru o așa zisă colaborare a sionismului cu nazismul pentru a acapara Palestina în detrimentul poporului arab. 
Abbas a fost printre fondatorii organizației Fatah și a intrat în Consiliul național palestinian în 1968; în 1981 a devenit membru al Organizației pentru Eliberarea Palestinei (OEP). A participat la negocierile de pace de la Madrid (1991) și Oslo (1993), în cadrul cărora a avut un rol cheie în coordonare.
După ce a fost instalat în funcția de secretar general al Comitetului executiv al OEP (1996), a fost numit prim-ministru al Parlamentului palestinian (2003), funcție pe care a ocupat-o însă pentru scurt timp, din cauza diferendelor cu alte fracțiuni radicale și cu Yasser Arafat.
În 1958 s-a căsătorit cu Amina, cu care a avut trei copii: Mazen - mort la 42 de ani de infarct de cord - Yasser și Tarek.